# Fente branchiale
 (mars 2008).
Si vous disposez d'ouvrages ou d'articles de référence ou si vous connaissez des sites web de qualité traitant du thème abordé ici, merci de compléter l'article en donnant les références utiles à sa vérifiabilité et en les liant à la section « Notes et références ».
Les fentes branchiales ou sillons pharyngés sont des structures morphologiques présentes chez certains groupes de deutérostomiens : les chordés (vertébrés, céphalochordés et urochordés) et les hémichordés.
Ce caractère a parfois été considéré comme une synapomorphie d'un clade des pharyngotrèmes mais la phylogénie moléculaire et certains caractères morphologiques ont conduit au regroupement des échinodermes et des hémichordés au sein du clade des ambulacraires. Ainsi, la présence de fentes branchiales peut être considéré comme un caractère ancestral (plésiomorphie) au sein des deutérostomiens.
On la retrouve chez l'Homme au début de son développement embryonnaire vers les 5e - 9e semaines de développement in-utero.
Ces sillons sont des structures transitoires constituées d'ectoderme situées en regard des arcs branchiaux. 
- Le premier sillon donne l'épithélium du conduit auditif externe et une partie de la membrane tympanique.
- Les autres sillons régressent au détriment du développement du 2e arc branchiale. Si ceux-ci forment transitoirement les sinus cervicaux qui disparaissent sous l'effet de la flexion cervicale.